# Veluticeps berkeleyi
Veluticeps berkeleyi är en svampart som beskrevs av Cooke 1894. Veluticeps berkeleyi ingår i släktet Veluticeps och familjen Gloeophyllaceae.   Inga underarter finns listade i Catalogue of Life.